# Simone Giordano
Simone Giordano (Genova, 21 dicembre 2001) è un calciatore italiano, difensore o centrocampista della Sampdoria.

## Caratteristiche tecniche
Mancino naturale, può ricoprire i ruoli di terzino sinistro o centrocampista sinistro, abile in fase di spinta e sui calci da fermo. 

## Carriera

### Inizi e prestiti
Cresce nella Sampdoria, squadra della quale è anche tifoso, debuttando nella Primavera blucerchiata prima del compimento dei 16 anni. Ha contribuito al raggiungimento dello storico primo posto nel Campionato Primavera 1 2020-2021, mettendo a referto 2 gol e 11 assist.
A giugno 2021 viene mandato in prestito al Piacenza in Serie C. Debutta con gli emiliani il 22 agosto 2021 nella partita di Coppa Italia contro la Reggiana, e segna il suo primo gol il 17 marzo sul campo del Renate. Utilizzato sulla fascia sinistra, chiude la stagione con 35 presenze complessive, 1 gol e 7 assist.
Dopo aver rinnovato il suo contratto con la Sampdoria fino al 2026, il 4 luglio 2022 viene ufficializzato il suo prestito all'Ascoli in Serie B. Debutta con i marchigiani il successivo 7 agosto in Coppa Italia contro il Venezia, e nel corso della stagione totalizza 18 presenze in campionato.

### Ritorno alla Sampdoria e prestito al Mantova
Nell'estate 2023 rientra alla Sampdoria, nel frattempo retrocessa in Serie B, venendo inserito stabilmente in prima squadra. Esordisce in maglia blucerchiata il 14 agosto 2023 in Coppa Italia contro il Südtirol, mentre il debutto in campionato avviene il 19 agosto 2023 contro la Ternana. Realizza la sua prima rete con la Sampdoria e in Serie B alla 13ª giornata di campionato contro il Brescia, ripetendosi contro il Cittadella sul campo del Tombolato il 28 gennaio 2024, contribuendo alla vittoria in rimonta per 1-2.
Il 7 gennaio 2025, viene ufficializzato il suo passaggio in prestito al Mantova, sempre in Serie B, fino al termine della stagione.

## Statistiche

### Presenze e reti nei club
Statistiche aggiornate al 15 maggio 2025.
| Stagione         | Squadra          | Campionato       | Campionato | Campionato | Coppe nazionali | Coppe nazionali | Coppe nazionali | Coppe continentali | Coppe continentali | Coppe continentali | Altre coppe | Altre coppe | Altre coppe | Totale | Totale |
| Stagione         | Squadra          | Comp             | Pres       | Reti       | Comp            | Pres            | Reti            | Comp               | Pres               | Reti               | Comp        | Pres        | Reti        | Pres   | Reti   |
| ---------------- | ---------------- | ---------------- | ---------- | ---------- | --------------- | --------------- | --------------- | ------------------ | ------------------ | ------------------ | ----------- | ----------- | ----------- | ------ | ------ |
| 2021-2022        | Piacenza         | C                | 33         | 1          | CI-C            | 2               | 0               | -                  | -                  | -                  | -           | -           | -           | 35     | 1      |
| 2022-2023        | Ascoli           | B                | 18         | 0          | CI              | 2               | 0               | -                  | -                  | -                  | -           | -           | -           | 20     | 0      |
| 2023-2024        | Sampdoria        | B                | 28+1       | 2          | CI              | 2               | 0               | -                  | -                  | -                  | -           | -           | -           | 31     | 2      |
| 2024-gen. 2025   | Sampdoria        | B                | 5          | 0          | CI              | 1               | 0               | -                  | -                  | -                  | -           | -           | -           | 6      | 0      |
| Totale Sampdoria | Totale Sampdoria | Totale Sampdoria | 33+1       | 2          |                 | 3               | 0               |                    | -                  | -                  |             | -           | -           | 37     | 2      |
| gen.-giu. 2025   | Mantova          | B                | 12         | 0          | CI              | -               | -               | -                  | -                  | -                  | -           | -           | -           | 12     | 0      |
| Totale carriera  | Totale carriera  | Totale carriera  | 97         | 3          |                 | 7               | 0               |                    | -                  | -                  |             | -           | -           | 104    | 3      |